# سرخیو تامایو
سرخیو تامایو (انگلیسی: Sergio Tamayo؛ زادهٔ ۲۸ مارس ۱۹۹۱) بازیکن فوتبال اهل اسپانیا است.
از باشگاه‌هایی که در آن بازی کرده‌است می‌توان به باشگاه فوتبال ام‌تی‌کی بوداپست اشاره کرد.